# Lista över rollfigurer i Stargate
Detta är en lista över rollfigurer (huvudroller eller återkommande gästroller) i Stargate-franchisen, vilket inbegriper långfilmen från 1994 samt TV-serierna Stargate SG-1 (1997–2007), Stargate Atlantis (2004–2009) och Stargate Universe (2009–2011).

## Rollfigurer i namnordning

### Apophis

Symbolen för Apophis.

Apophis är den huvudsakliga antagonisten under de första säsongerna av Stargate SG-1 och spelas av Peter Williams.
Apophis är en Goa'uld och en av systemherrarna samt är den som Teal'c tjänstgjorde för som "first prime" vid seriens start.
Utanför fiktionens värld uppskattade astronomerna David J. Tholen och Roy A. Tucker rollfiguren så mycket att de namngav den Jordnära asteroiden som de tillsammans upptäckte under 2004, 99942 Apophis, efter rollfiguren i Stargate SG-1.

### Carson Beckett
Carson Beckett är en rollfigur i Stargate Atlantis som är expeditionens läkare. Han spelas av Paul McGillion och har en återkommande gästroll i första säsongen samt som huvudrollsinnehavare i andra och tredje säsongen.
Beckett bär Skottlands flagga som nationalitetsbeteckning på sin uniform. Rollfiguren avlider i den tredje säsongen, men återkommer som en gästroll i den fjärde säsongen som i det fiktiva universumet förklaras vara en klon.

### Bra'tac
Bra'tac är en återkommande gästroll i Stargate SG-1 från den andra säsongen och fram till seriens slut. Han spelas av Tony Amendola.
Bra'tac är en äldre Jaffakrigare som tidigare tjänstgjorde som first prime för Apophis, var mentor år Teal'c och blev en fristående rebell som stod emot Goa'uld.

### Steven Caldwell
Steven Caldwell är en återkommande gästroll i Stargate Atlantis från seriens andra säsong och till slutet. Han spelas av Mitch Pileggi.
Caldwell är en överste i USA:s flygvapen och befälhavare på rymdskeppet Daedalus.

### Samantha Carter

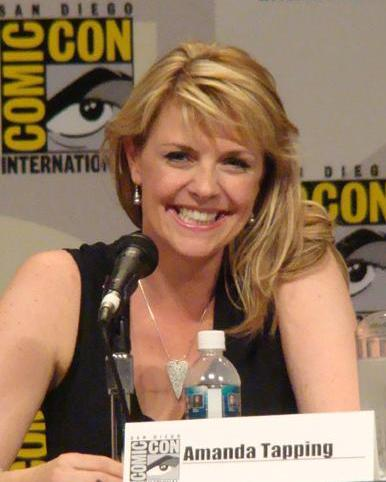
Amanda Tapping vid San Diego Comic-Con International 2007.

Samantha Carter är en av huvudpersonerna i samtliga säsonger av TV-serien Stargate SG-1, huvudroll i fjärde säsongen av Stargate Atlantis samt som gästroll i Stargate Universe. Rollfiguren spelas av Amanda Tapping.
Samantha Carter är officer i USA:s flygvapen som är alumn från United States Air Force Academy och som även har en doktorsexamen i astrofysik. Från det första avsnittet ända till seriens slut ingår hon i huvudteamet SG-1 som dess expert och problemlösare i det som rör naturvetenskap och teknik. Hon befordras successivt från kapten till major, överstelöjtnant och slutligen överste under TV-seriens gång. Under andra säsongen av Stargate SG-1 fungerar hon under en tid som värd åt Tok'ra-symbioten Jolinar, och efter Jolinars död behåller hon många av dennas minnen och kunskaper och blir än mer kunnig i "utomjordisk teknologi".
Efter slutet på tionde säsongen av Stargate SG-1 blir hon befälhavare för Atlantisexpeditionen i den fjärde säsongen av Stargate Atlantis.
Modern avled i en bilolycka när hon var tonåring och hon har en bror som bor i San Diego. Fadern Jacob Carter (som spelas av Carmen Argenziano) är en återkommande gästroll från den andra säsongen till den åttonde säsongen. Denne är en pensionerad generalmajor i flygvapnet, som i det första avsnittet rollfiguren förekommer i seriens andra säsong visar sig vara palliativt cancersjuk, men som botas genom att han får bli värd åt en symbiot och därefter blir han en av ledargestalterna bland Tok'ra, rebellrörelsen bland Goa'uld. Fadern och dennes symbiot avlider under seriens åttonde säsong.

### Ronon Dex
Ronon Dex är en fiktiv rollfigur i TV-serien Stargate Atlantis som spelas av Jason Momoa.

### Teyla Emmagan
Teyla Emmagan är född på planeten Athos och var stamledare för Athosianerna på Athos. Hon spelas av Rachel Luttrell.

### George Hammond
George Hammond är en fiktiv rollfigur i tv-serien Stargate SG-1 som en huvudroll från den första till den sjunde säsongen. Efter det förekom rollfiguren i sporadiska gästrollsframträdanden samt i Stargate: Continuum. Hammand spelas av Don S. Davis.
George Hammond är generalmajor i USA:s flygvapen och är chef för Stargate Command och därför briefar och delar ut uppdrag till huvudteamet SG-1.

### Daniel Jackson

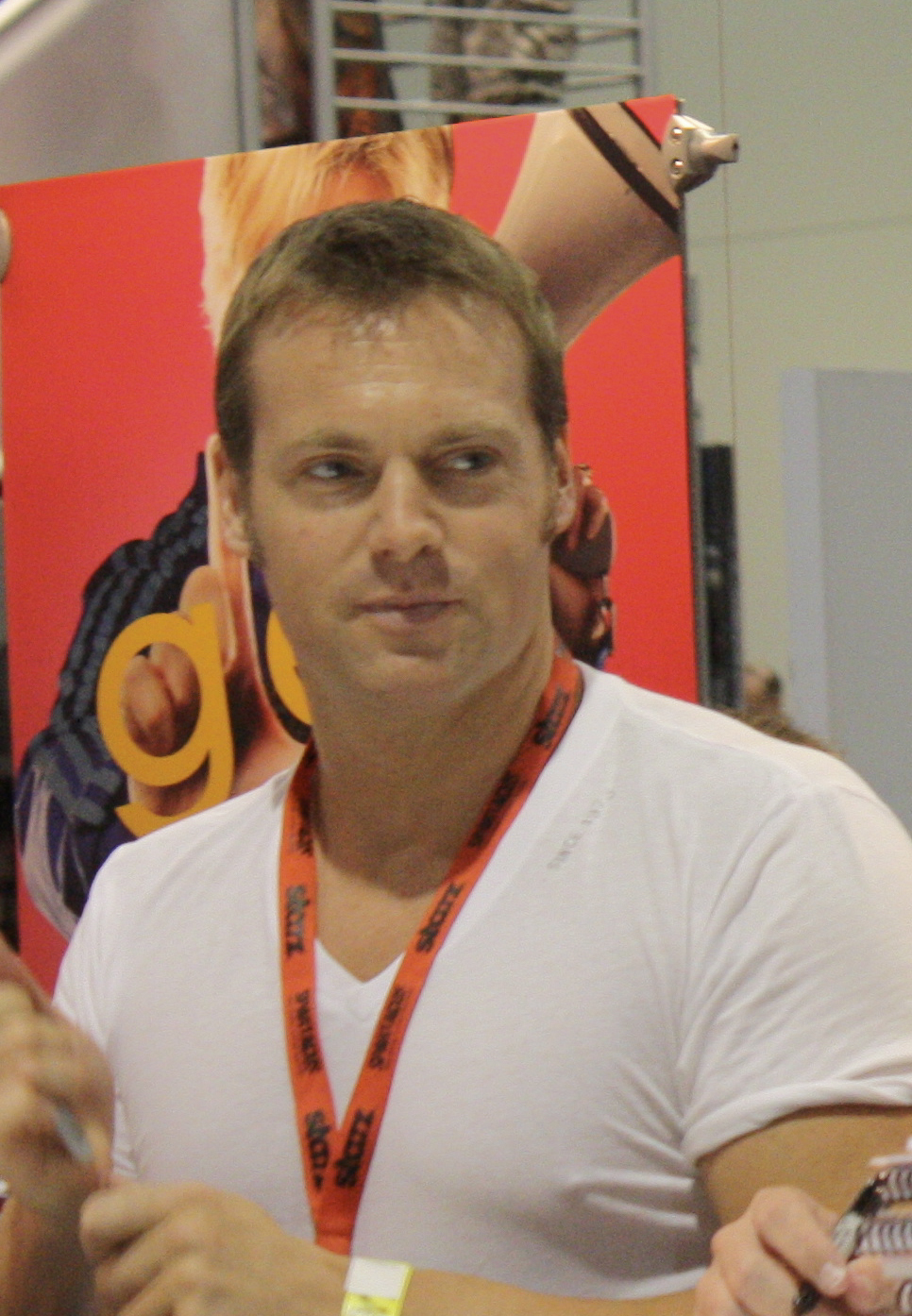
Michael Shanks vid San Diego Comic-Con International 2009.

Daniel Jackson är en fiktiv rollfigur som förekommer i både långfilmen Stargate och i den följande tv-serien Stargate SG-1 som en huvudroll. I långfilmen spelade James Spader rollen. I tv-serien Stargate SG-1 är det Michael Shanks som har samma roll.
Daniel Jackson rekryteras till Stargate-projektet av den äldre damen Catherine Langford (spelad av Viveca Lindfors i långfilmen), som var med när stjärnporten grävdes upp av hennes far på Gizaplatån på 1920-talet. I filmen har Jackson blivit utskrattad av kollegor då han framfört förment pseudovetenskapliga teorier som implicerade att pyramiderna i Giza kan ha byggts av forntida astronauter. Hans forskningsstipendium dragits in och han är nära att kastas ut i hemlöshet, om inte Langford rekryterat honom till forskningsprojektet som drivs av USA:s flygvapen. Daniel Jackson är den som i långfilmen löser stjärnportens gåta vilket möjliggör resor genom den. Under filmens gång växer en ömsesidig respekt och beundran fram mellan Daniel Jackson och överste Jack O'Neill. I slutet av filmen väljer Jackson att stanna på ökenplaneten med sin nya familj.
Från det första avsnittet ända till slutet av Stargate SG-1 ingår han i huvudteamet SG-1 som dess expert och problemlösare i det som främst rör humaniora och utomjordiska kulturers sedvanor. Daniel Jackson framställs som ett universalgeni och har tre doktorsexamina i arkeologi, antropologi och filologi. Han behärskar mer än 23 språk och kan läsa hieroglyfer, kilskrift och runor. Språk som rollfiguren talar i olika scener är fornegyptiska, spanska, ryska, mandarin och tyska, såväl som de för serien uppdiktade goa'uld, ancient och unas (vilket han dechiffrerade).

### Rodney McKay
Doktor Rodney McKay är en fiktiv, arrogant, mycket smart kanadensisk vetenskapsman. Han spelas av David Hewlett.

### Jack O'Neill
Jonathan "Jack" O'Neill är en fiktiv rollfigur som är en av två huvudroller som skapades för långfilmen av Dean Devlin och Roland Emmerich, samt som kom att bestå i TV-serien Stargate SG-1, med Jonathan Glassner och Brad Wright som showrunners på uppdrag för MGM.
I långfilmen Stargate spelas flygvapenöversten O'Neill av Kurt Russell. I TV-serien Stargate SG-1 spelas han av Richard Dean Anderson. Jämfört med Jack O'Neill i långfilmen spelad av Kurt Russell, så tillförde Anderson märkbar humor i rollen.
Richard Dean Anderson var den ende som var påtänkt för rollen Stargate SG-1 och erbjöds rollen av MGM:s tv-chef John Symes, som var bekant med Anderson när denne var chef för tv-avdelningen på Paramount Pictures, som producerade MacGyver med Anderson i huvudrollen. Anderson, som även var verkställande producent för Stargate SG-1, lämnade serien som huvudrollsinnehavare efter den åttonde säsongen och förekom därefter enbart i sporadiska gästframträdanden.
Överste Jack O'Neill har en bakgrund i flygvapnets specialförband. I långfilmen har rollfiguren, innan han anlitas för uppdraget att gå genom stjärnporten, nyligen förlorat sin ende minderårige son som sköt sig av misstag med pappans pistol, är djupt deprimerad tillika självmordsbenägen och i befinner skilsmässa med sin fru. I pilotavsnittet för Stargate SG-1 har det gått ett år sedan uppdraget i långfilmen och O'Neill återkallas från pensionen för att, som det visar sig, bilda det team under namnet SG-1, som med vissa förändringar under säsongernas gång, är seriens huvudpersoner under 10 säsonger och två direkt till DVD filmer.

### Orlin
Orlin är en av De Gamla och han föddes på planeten Velona. När SG-1 kom till Velona blev han förälskad i Samantha Carter och följde efter henne till jorden.

### Jonas Quinn
Jonas Quinn är en rollfigur som var en huvudroll i den sjätte säsongen av Stargate SG-1. Han spelas av Corin Nemec.
Quinn är en humanoid utomjording från planeten Langara. Jonas Quinn blir en del av SG-1 i Daniel Jacksons frånvaro och han hjälpte till SG-1 att besegra Anubis.

### Ra
Ra är antagonisten i långfilmen från 1994 som spelas av Jaye Davidson.
Ra dyrkas som en gud i egyptisk mytologi och håller ättlingar till människor från Forntida Egypten på en ökenplanet som sina slavar. Ra besegras av Daniel Jackson och Jack O'Neil med hjälp av en kärnvapenladdning som detonerar ombord på hans pyramidformade rymdskepp ovanför planeten.
I tv-serien Stargate SG-1 nämns det att Ra tillhörde Systemherrarna och de kvarvarande Goa'uld är de huvudsakliga antagonisterna som SG-1 ställs emot under seriens första sju säsonger.

### Teal'c

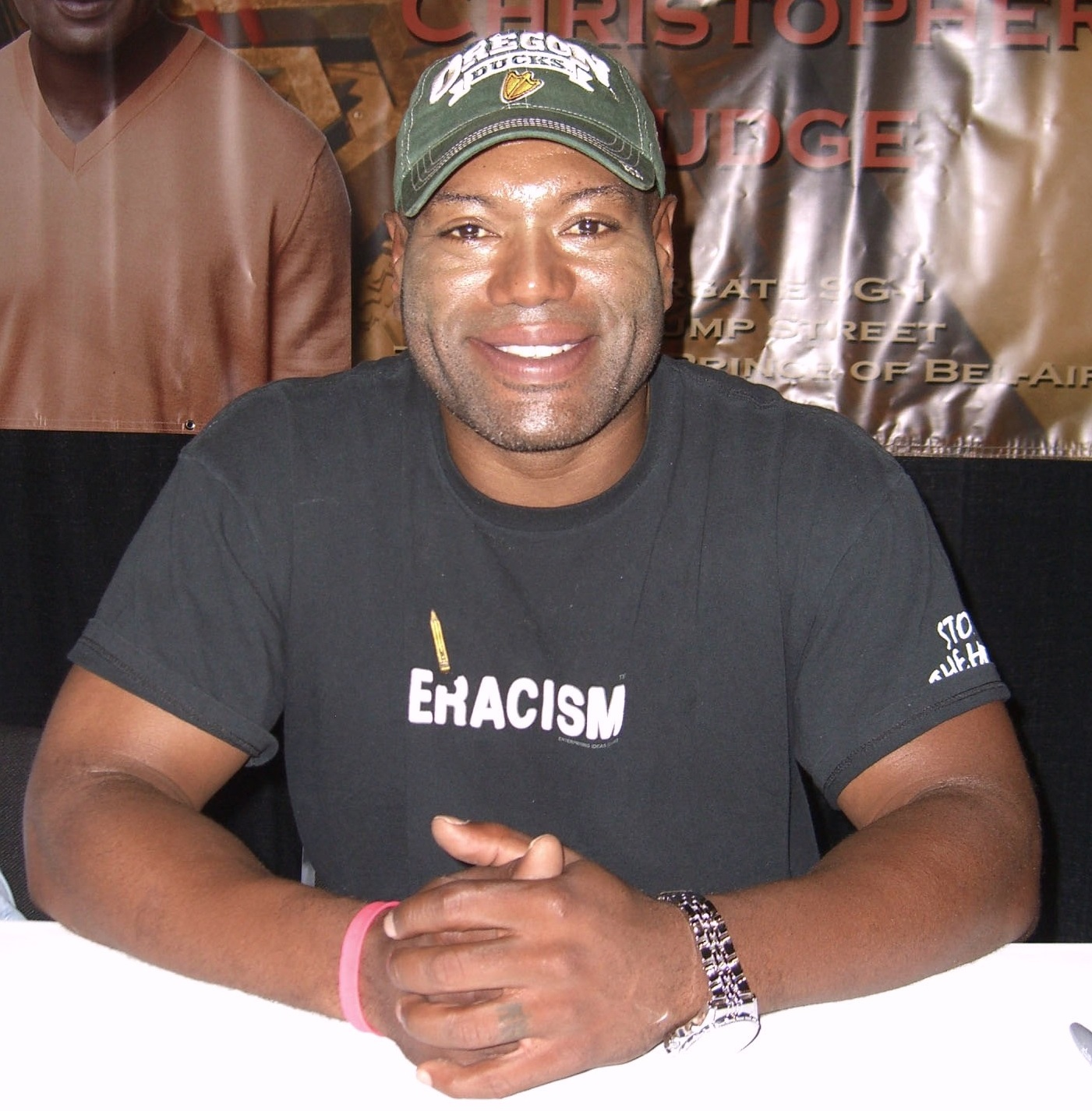
Christopher Judge spelar den utomjordiske krigaren Teal'c som ingår i huvudteamet SG-1.

Teal'c är en av huvudrollerna i samtliga säsonger av Stargate SG-1 samt med gästframträdanden i Stargate Atlantis. Teal'c spelas av Christopher Judge.
Teal'c är en humanoid utomjording från planeten Chulak som tillhör Jaffa-folket, ett krigarfolk som tjänstgör åt de olika Systemherrarna i Goa'uld. I pilotavsnittet för Stargate SG-1 bryter han lojaliteten med sitt herrefolk och söker tillflykt hos SG-1. Under första säsongen bevisar han sin nya lojalitet och blir en del av SG-1 till vilket Teal'c bidrar med sina värdefulla kunskaper om fienden. I de första sex säsongerna bär Teal'c en symbiot i ett öppet snitt i buken vilket ger honom ett starkt immunförsvar så länge symbioten är oskadd.
Teal'c framställs som obrottsligt lojal, envis, medkännande, stoisk och han talar vanligen i ett formellt register som är kortfattat och koncist. Teal'c har fru och son på Chulak och han verkar under seriens gång för rebellrörelser som söker frigörelse från Goa'uld.

### Vala Mal Doran
Vala Mal Doran är en rollfigur i Stargate SG-1 som spelas av Claudia Black. Vala Mal Doran introducerades först i avsnittet "Prometheus Unbound" från 2004. Hon har tidigare varit värd för en Goa'uld (Qetesh) och när SG-1 först mötte henne var hon en tjuv och bedragare, men senare blev hon medlem i SG-1.

### Elizabeth Weir
Elizabeth Weir är expeditionsledare på Atlantis i Stargate Atlantis. Hon spelas där av Torri Higginson.
Rollfiguren introducerades i de två sista avsnitten av den sjunde säsongen av Stargate SG-1 och spelades då av Jessica Steen.

### Richard Woolsey
Richard Woolsey är en rollfigur i Stargate SG-1 och Stargate Atlantis som spelas av Robert Picardo. Woolsey var en återkommande gästroll från slutet av sjunde säsongen av Stargate SG-1 fram till slutet samt i de tredje och fjärde säsongerna av Stargate Atlantis. I den femte säsongen av Stargate Atlantis övertar han funktionen som expeditionsledare.

### Radek Zelenka
Radek Zelenka spelas av David Nykl och är med i tv-serien Stargate Atlantis, där han är en av forskarna på expeditionen.
Han och Dr Meridith Rodney McKay är kollegor men de kommer inte så bra överens.